# Fontana di Trevi
La fontana di Trevi è la più grande fra le celebri fontane di Roma.
Costruita sulla facciata di Palazzo Poli da Nicola Salvi, il concorso indetto da papa Clemente XII nel 1731 era stato inizialmente vinto dallo scultore francese Lambert-Sigisbert Adam ma successivamente l'incarico passò a Salvi: si dice che il cambiamento fosse dovuto al fatto che il pontefice non voleva affidare l'opera a uno straniero, invece un'altra versione spiega che Adam doveva ritornare in Francia.
Cominciata nel 1732, fu infine affidata nel 1759 a Pietro Bracci aiutato da suo figlio Virginio. I due completarono l'opera, che venne inaugurata nel 1762.

## Storia

### Il periodo classico
La storia della fontana è strettamente collegata a quella del restauro dell'Aqua Virgo, ovvero l'acquedotto dell'Acqua Vergine, che risale ai tempi dell'imperatore Augusto: infatti l'architetto Marco Vipsanio Agrippa fece arrivare l'acqua corrente del bacino sorgentizio di Salone, sulla via Collatina, fino al Campo Marzio, per alimentare le terme volute e completate dallo stesso Agrippa, cui si deve anche l'edificazione del Pantheon (nel cui frontone è scolpito il suo nome). L'acquedotto, attivo da più di duemila anni, è lungo quasi venti chilometri, sotterranei.

### Il periodo tardo antico-medievale
Benché compromesso e assai ridotto nella portata dopo i danni causati dall'assedio dei Goti di Vitige nel 537, l'Acqua Vergine rimase in uso per tutto il Medioevo, con restauri attestati già nell'VIII secolo, poi ancora dal Comune nel XII secolo, in occasione dei quali si provvide anche ad allacciare il condotto ad altre fonti più vicine alla città, poste in una località allora chiamata «Trebium», che potrebbe essere all'origine del nome dato alla fontana. Il suddetto acquedotto è il più antico di Roma tuttora funzionante, e l'unico che non ha mai smesso di fornire acqua alla città dall'epoca di Augusto.

### Il periodo rinascimentale
Il punto terminale dell'«Aqua Virgo» detto anche Mostra d'acqua, nel Medioevo si trovava sul lato occidentale del colle Quirinale, nei pressi di un trivio (Treio, nella lingua dell'epoca: altra ipotesi, abbastanza accreditata, sull'origine del nome). Al centro dell'incrocio venne realizzata una fontana con tre bocche che riversavano acqua in tre distinte vasche affiancate; risale al 1410 la prima documentazione grafica della «Fontana del Treio» (o «di Trevi»), così rappresentata. Poco tempo dopo, nel 1453, su incarico di papa Niccolò V, Leon Battista Alberti sostituì le tre vasche con un unico lungo bacino rettangolare, appoggiandolo ad una parete bugnata e merlata e restaurando i tre mascheroni da cui fuoriusciva l'acqua. Sulla parete fu apposta una lapide a memoria dell'intervento:
Dopo vari interventi di scarso rilievo, un altro importante restauro di tutto l'acquedotto fu compiuto nel 1570 da parte di papa Pio V; in quell'occasione furono anche riallacciate le sorgenti originarie.

### Il periodo barocco

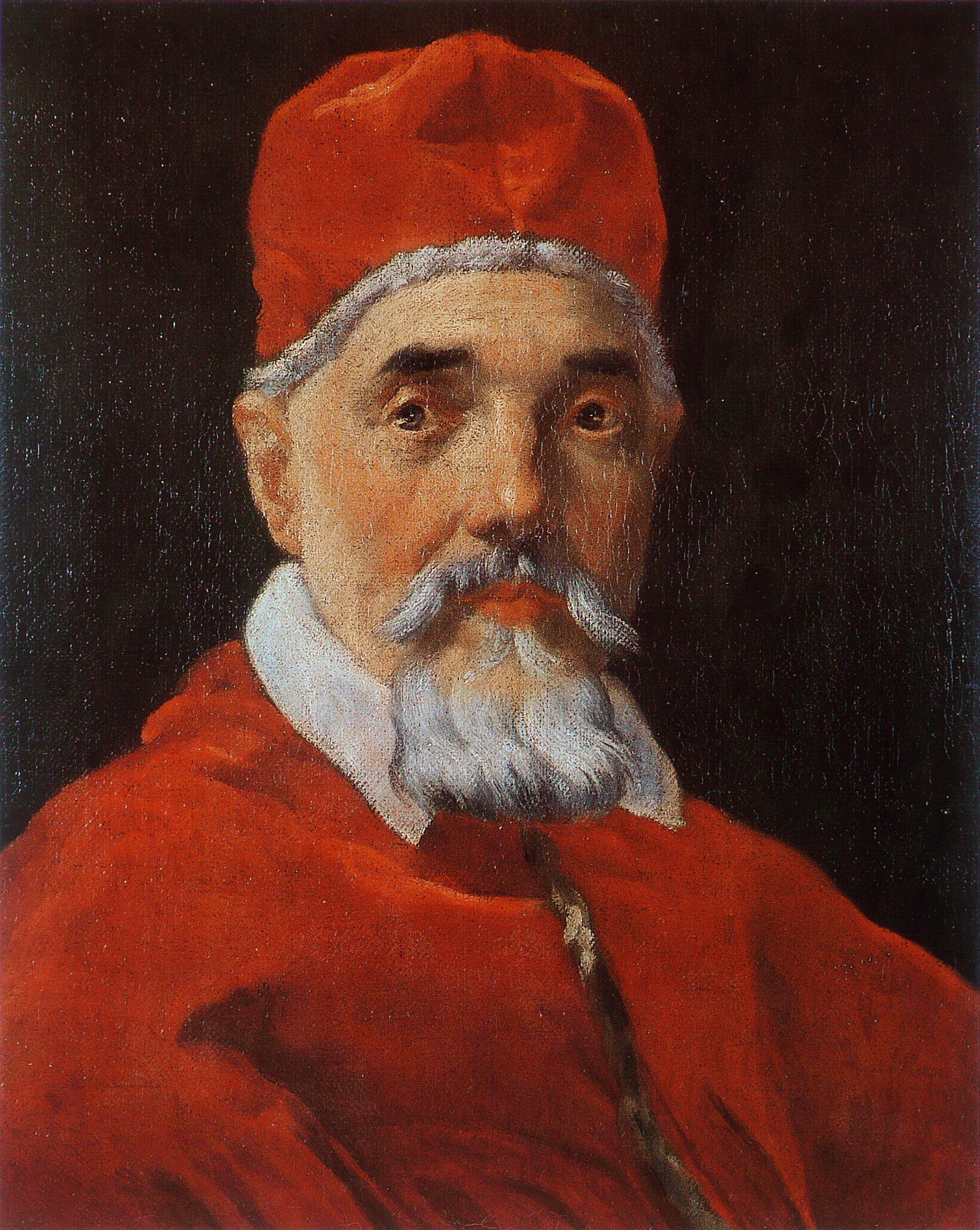
Gian Lorenzo Bernini, Papa Urbano VIII (1632); olio su tela, 67 x 50 cm, Galleria Nazionale d'Arte Antica, Roma

Dopo una serie di progetti presentati da vari architetti e mai posti in atto, verso il 1640 papa Urbano VIII ordinò all'architetto e scultore Gian Lorenzo Bernini una "trasformazione" della piazza e della fontana, in modo da creare un nuovo nucleo scenografico nei pressi del palazzo familiare (Palazzo Barberini) allora in fase di ultimazione, visibile anche dal Palazzo del Quirinale, residenza pontificia. Bernini progettò una grande mostra d'acqua e, prima ancora di ottenere l'autorizzazione, diede inizio ai lavori, finanziati, tra l'altro, dai proventi di una sgraditissima tassa sul vino imposta ai romani. Ampliò dunque la piazza (che inizialmente era solo un trivio) demolendo alcune casupole a sinistra della fontana preesistente, quindi la ribaltò ortogonalmente, sino ad arrivare all'allineamento odierno, rivolto verso il Quirinale. La mostra, nota da varia documentazione illustrata, doveva essere strutturata in due grandi vasche semicircolari concentriche, al cui centro un piedistallo, appena sotto il pelo dell'acqua, doveva servire come base per un gruppo, probabilmente incentrato sulla statua della «vergine Trivia». Ma i fondi per il progetto si esaurirono presto e vennero anche drasticamente tagliati a causa della guerra che il papa aveva dichiarato al ducato di Parma e Piacenza: non venne scolpita alcuna statua centrale e il cantiere fu bloccato. Nello spostamento si persero anche le tracce della lapide dedicata a papa Niccolò V.
La morte di Urbano VIII, nel 1644, e il seguente processo aperto contro la famiglia Barberini dal nuovo papa Innocenzo X comportò l'abbandono del progetto berniniano. Anzi, al Bernini, caduto in disgrazia per essere stato l'architetto della famiglia Barberini, venne affidato il semplice compito di prolungare l'Acqua Vergine sino a piazza Navona, dove Francesco Borromini avrebbe dovuto realizzare una nuova mostra monumentale dinanzi al palazzo della famiglia del pontefice (Pamphili).
Trascorsero quasi sessanta anni prima che Clemente XI si ponesse di nuovo il problema di trovare una soluzione alla fontana di Trevi, ma i progetti di Carlo Fontana (un obelisco su un gruppo di rocce, sul modello della fontana dei Quattro Fiumi), di Bernardo Castelli (una colonna su una base rocciosa, con una rampa spirale), non ebbero miglior successo. Stessa sorte subirono i disegni di vari altri architetti, che prevedevano anche la parziale demolizione degli edifici che il Bernini aveva lasciato alle spalle della fontana.
Sembrava l'ultima occasione, perché la famiglia del successivo pontefice Innocenzo XIII (i Conti, duchi di Poli) aveva da poco fatto allargare le proprietà della famiglia fino alla piazza di Trevi, acquistando i due edifici dietro la fontana per rimpiazzarli con un palazzo nobiliare. Qualunque progetto di realizzazione di una fontana monumentale avrebbe dunque potuto compromettere e danneggiare il palazzo, ed era quindi da evitare accuratamente.
Un curioso episodio si colloca nel pontificato del successivo papa Benedetto XIII, originario di Gravina di Puglia, il quale, con spirito campanilistico, ai più noti architetti dell'epoca preferì artisti rigorosamente provenienti dal Mezzogiorno, i cui progetti risultarono però decisamente scadenti. L'unica opera realizzata fu una statua della Madonna col Bambino, del napoletano Paolo Benaglia, destinata forse al piedistallo che il Bernini aveva sistemato al centro delle due vasche. L'episodio è curioso giacché l'artista intese la «Vergine» cui fa riferimento il nome dell'acquedotto come la Madonna, anziché la giovane ragazza che, come tramandato da una leggenda popolare riportata dal politico dell'antica Roma Sesto Giulio Frontino, avrebbe indicato ai soldati inviati da Agrippa il luogo dove si trovava la fonte da cui avrebbe potuto essere prelevata l'acqua per il nuovo acquedotto, che fu chiamato «Vergine» proprio a ricordo dell'episodio. Stupisce che neanche al pontefice sia stata segnalata la gaffe. Della statua, comunque, si sono perse le tracce.

### Il periodo neoclassico

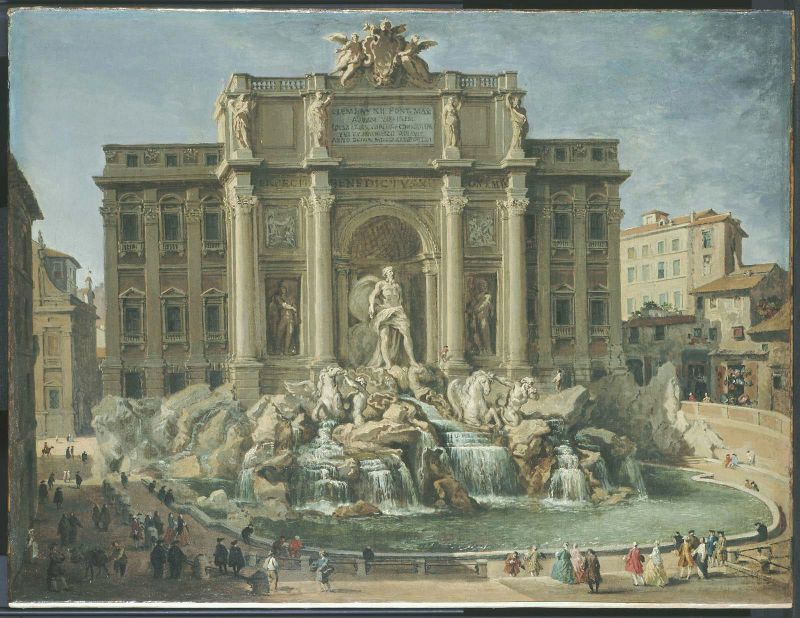
Giovanni Paolo Pannini, Fontana di Trevi (XVIII secolo); olio su tela, 50,2×64,8 cm, Museum of Fine Arts, Boston

A parte dunque la parentesi decennale (dal 1721 al 1730) dei pontificati di Innocenzo XIII e Benedetto XIII, all'inizio del XVIII secolo quello della fontana di Trevi divenne un tema obbligato per i numerosi architetti residenti o di passaggio a Roma, e l'Accademia di san Luca ne fece il tema di diversi concorsi. Si conoscono disegni e pensieri di Nicola Michetti, Luigi Vanvitelli, Ferdinando Fuga e altri architetti italiani e stranieri.
Fu papa Clemente XII, nel 1731, a riprendere in mano le sorti della piazza e della fontana: nell'ambito delle grandi commissioni del suo pontificato che porteranno al completamento di grandi fabbriche rimaste incompiute, bandì un importante concorso per la costruzione di una grande mostra d'acqua. Dopo aver scartato alcuni progetti che tentavano di preservare la facciata del palazzo Poli, l'attenzione venne posta sui disegni di Ferdinando Fuga, Nicola Salvi e Luigi Vanvitelli, con grande disappunto dei duchi di Poli (Italia), ancora proprietari dell'edificio, che avrebbero visto la facciata del proprio palazzo diminuita di due interassi di finestre e, inoltre, coronata dallo stemma araldico della famiglia del papa, i Corsini. Clemente XII non volle ascoltare ragioni, affidò i progetti a una commissione di esperti e il bando venne vinto da Nicola Salvi.
L'opera era impostata secondo un progetto che concilia influenze barocche e ancor più berniniane al nuovo monumentalismo classicista che caratterizzerà tutto il pontificato di Clemente XII. Il Salvi riprende l'idea di fondo di papa Urbano VIII e di Bernini, cioè quella di narrare, tramite uno sposalizio tra architettura e scultura, la storia dell'Acqua Vergine. Il progetto di Salvi venne scelto anche perché più economico rispetto agli altri.
I lavori furono finanziati per 17.647 scudi. Questi fondi furono in parte raccolti grazie alla reintroduzione del gioco del lotto a Roma. La costruzione della fontana fu incominciata nel 1732, e Clemente XII la inaugurò nel 1735, con i lavori ancora in corso. Nel 1740, però, la costruzione della fontana venne ancora una volta interrotta, per riprendere solo due anni più tardi. Tra le cause dei lunghissimi tempi di realizzazione dell'impresa, oltre all'indubbia grandiosità dell'opera, vi furono il notevole aumento dei costi e quindi dei fondi necessari, e le liti frequenti tra il Salvi e Giovanni Battista Maini, lo scultore incaricato dell'esecuzione della fontana. Nessuno dei due vedrà la conclusione dell'opera: Nicola Salvi morì nel 1751 e il Maini l'anno dopo. Ma anche il papa non vide l'opera finita (e forse per questo volle inaugurarla in anticipo), e così il successore Benedetto XIV (che forse per lo stesso motivo pretese una seconda inaugurazione nel 1744).
La prima fase dei lavori terminò nel 1747, quando vennero completate le statue e le rocce posticce. A Giuseppe Pannini fu affidato l'onere di portare finalmente l'opera a compimento, ma fu rimosso dal suo incarico a causa delle variazioni da lui eseguite sul progetto originale: i lavori subirono un ulteriore ritardo. Nel 1759 l'incarico fu affidato allo scultore Pietro Bracci, aiutato dal figlio Virginio. La fontana viene finalmente ultimata dopo l'esecuzione del complesso scultoreo centrale, durante il pontificato di papa Clemente XIII. La sera del 22 maggio 1762, giorno di domenica (dopo trent'anni di cantiere), l'opera fu finalmente restituita al pubblico in tutta la sua maestosità (e il papa la inaugurò per la terza volta).

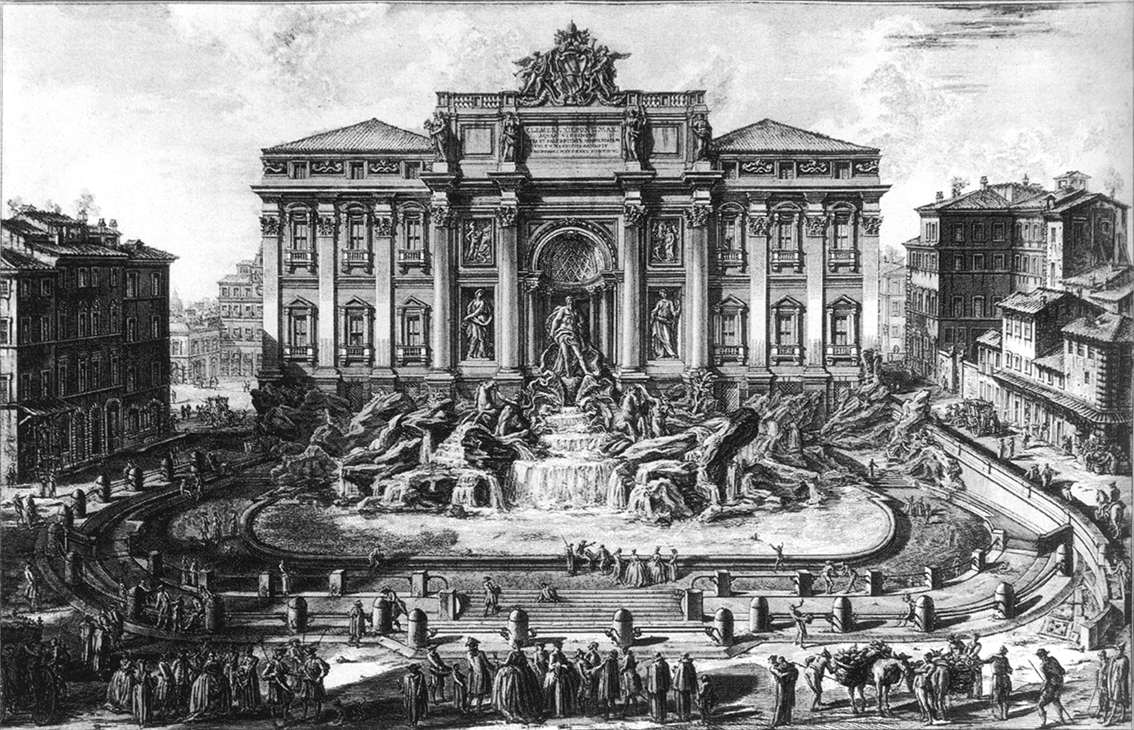
Giovanni Battista Piranesi, Fontana di Trevi (1773)

Dal primo bozzetto realizzato dal Maini alla realizzazione finale del gruppo scultoreo del Bracci, l'opera venne reinterpretata in chiave illuminista. Le nuove idee provenienti dalla Francia stavano infatti facendosi strada nella cultura romana: il cavallo nero e il cavallo bianco trovano espressione nella esecuzione del Bracci.

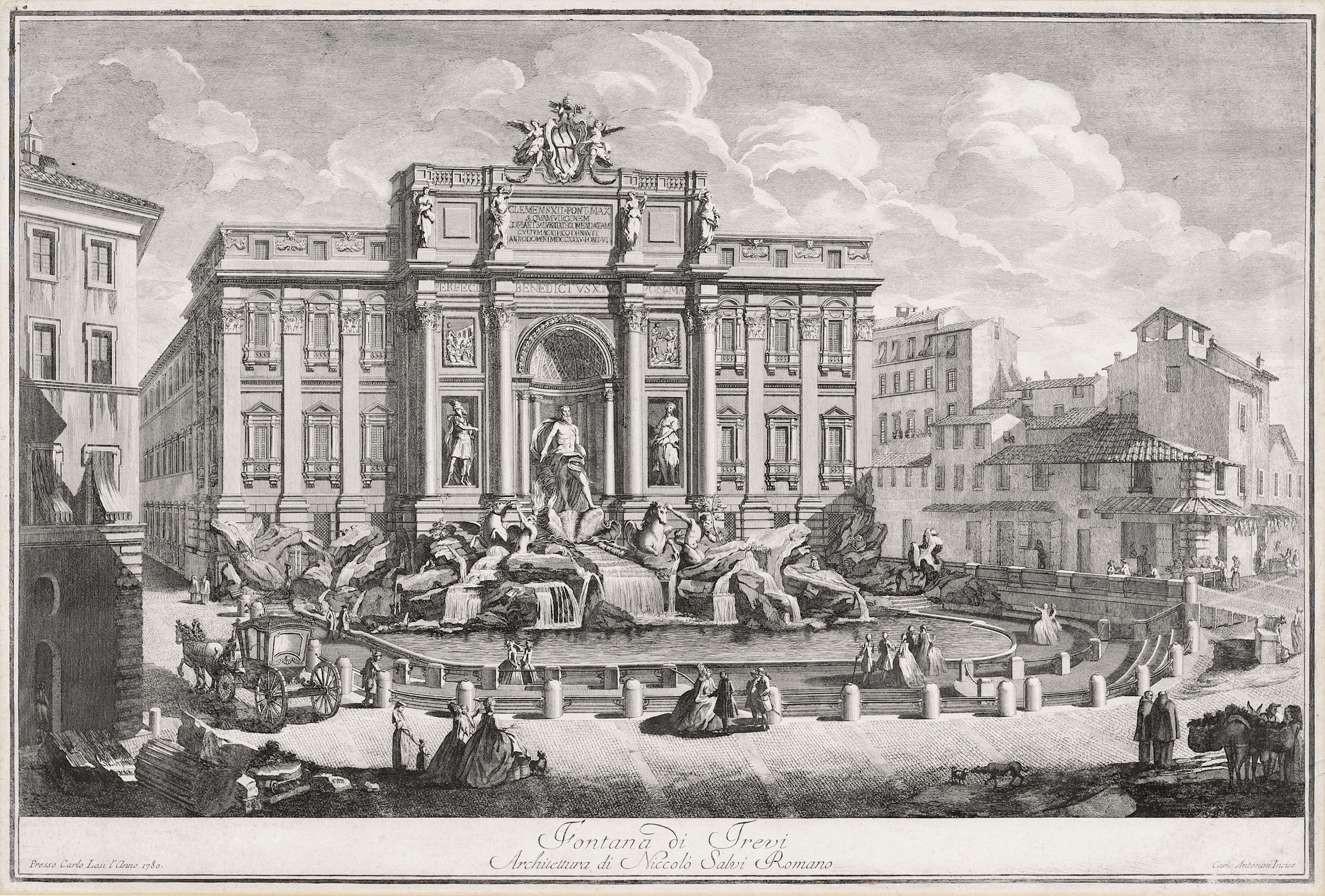
Carlo Antonini, Fontana di Trevi (1780)

### La fontana oggi
Dal punto di vista restaurativo, la fontana fu sottoposta ad un importante intervento conservativo nel 1998, quando si provvedette alla ripulitura della fontana e all'ammodernamento dell'impianto idraulico. Il restauro più recente ha avuto invece inizio il 4 giugno 2014, sponsorizzato in modo consistente da Fendi. I lavori di ripulitura e consolidamento hanno interessato in una prima fase le due facciate laterali del prospetto della fontana, per poi concentrarsi su statue, scogliera della fontana e sulla nuova impermeabilizzazione della vasca, avviando una lunga opera di pulizia del calcare, microsabbiatura, stuccatura, reintegrazione pittorica, consolidamento dei cavalli alati, risistemazione dei sampietrini della piazza e della cortina laterizia, ammodernamento dei lampioni storici, ripulitura delle lettere dorate che compongono la dedica del monumento. I restauri sono proseguiti per diciassette mesi, durante i quali la fontana è stata in parte visitabile grazie alla presenza di una passerella panoramica che ne consentiva l'attraversamento. Il rituale del lancio della monetina è stato invece mantenuto con il posizionamento di una piccola vasca, nella quale turisti e cittadini hanno potuto continuare a tirare monete e a esprimere desideri. La cerimonia di riconsegna della fontana di Trevi è avvenuta il 3 novembre 2015, alla presenza di centinaia di persone, con una riapertura delle condotte dell'acquedotto Vergine che hanno riempito la vasca.

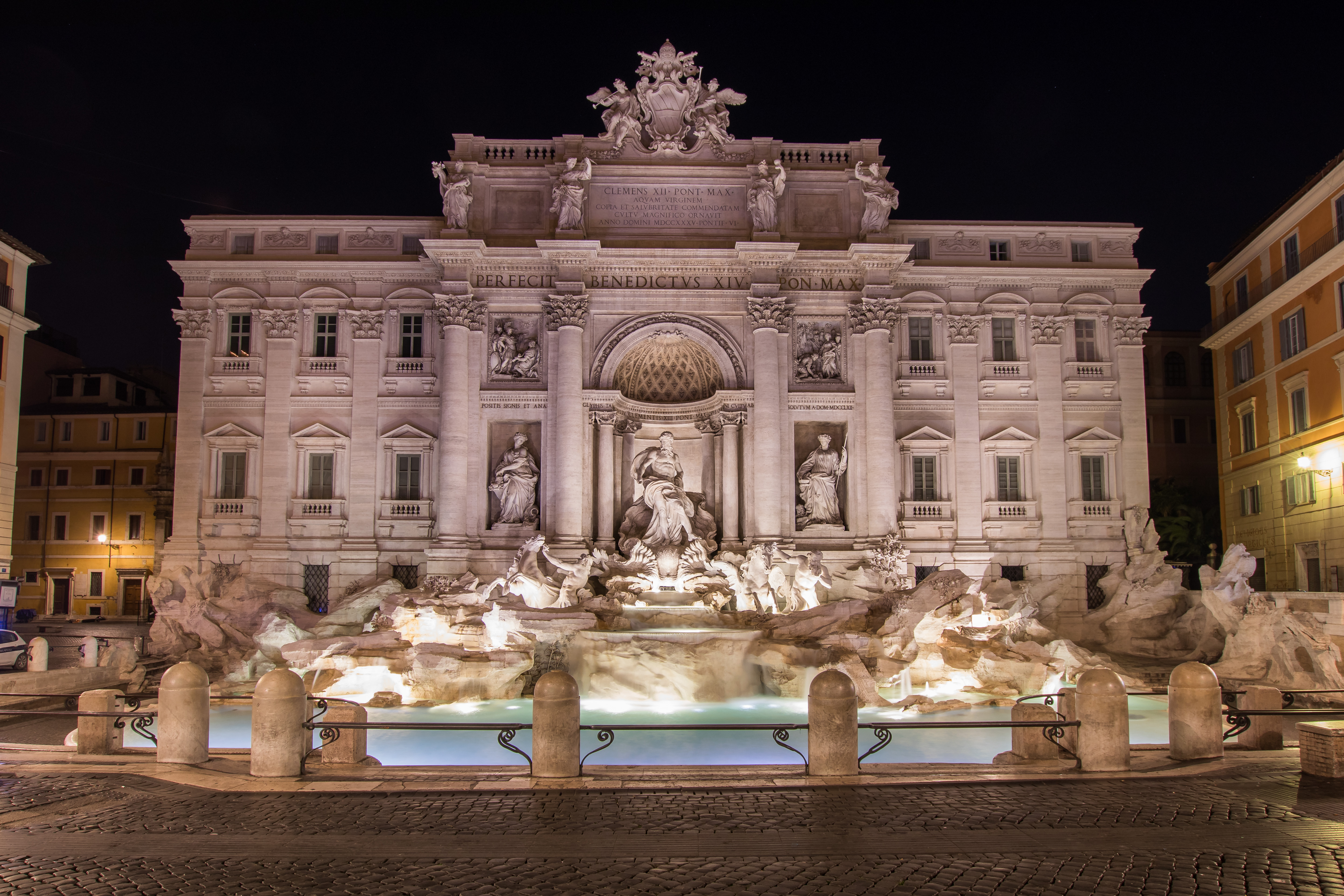
La fontana di Trevi di notte

Nell'estate del 2019 la fontana è stata sottoposta a lavori di rinnovamento dell'impianto di illuminazione artistica. La nuova illuminazione è stata presentata il 18 settembre 2019 da parte della sindaca Virginia Raggi. L'impianto rinnovato conta 85 proiettori subacquei e 6 proiettori su mensola. La potenza installata complessiva, con tecnologia a LED, è di soli 2,1 kW e riesce a ottenere un risparmio energetico del 70% rispetto alle precedenti lampade a sodio. Il puntamento di alcuni proiettori posizionati sulle conchiglie alle spalle della statua di Oceano ha consentito di mettere in risalto la struttura centrale del monumento, mentre altri proiettori all'interno della vasca e ai piedi della scogliera e della statue laterali rifiniscono i dettagli a lato del corpo centrale.
In più occasioni la fontana ha subito atti vandalici: colorata di rosso nel 2007 e nel 2017; nel 2023 viene inserito un liquido nero durante una protesta degli ambientalisti.

## Descrizione
Il tema dell'intera composizione è il mare. È inserita in un'ampia piscina rettangolare dagli angoli arrotondati, circondata da un camminamento che la percorre da un lato all'altro, racchiuso a sua volta entro una breve scalinata poco al di sotto del livello stradale della piazza. Il Salvi ricorse al sistema della scalinata per compensare il dislivello tra i due lati della piazza: il lato sinistro (quello verso il colle del Quirinale) è infatti molto più elevato rispetto all'altro, tant'è che si è anche dovuto ricorrere a un breve parapetto per delimitare la strada, parzialmente coperto da rocce, su una delle quali è scolpito uno stemma cardinalizio raffigurante un leone rampante.
La scenografia è dominata da una scogliera rocciosa che occupa tutta la parte inferiore del palazzo, al cui centro troviamo una grande nicchia delimitata da colonne che la fa risaltare come fosse sotto un arco di trionfo. Qui si erge una grande statua di Oceano di Pietro Bracci (1759-1762, su progetto iniziato da Giovanni Battista Maini), dalle forme muscolose e opulente e dallo sguardo fiero e altezzoso: il dio, ammantato in un drappo che gli copre appena il bacino e il pube, è colto mentre incede su un cocchio a forma di conchiglia trainato da due cavalli alati, soprannominati rispettivamente «cavallo agitato» (quello di sinistra) e «cavallo placido», in riferimento agli analoghi momenti del mare a volte calmo e a volte burrascoso. Ai lati della grande nicchia centrale troviamo altre due nicchie, più piccole, occupate dalle statue della Salubrità (alla sinistra di Oceano) e dell'Abbondanza (alla destra di Oceano), quest'ultima raffigurata mentre regge il simbolico corno colmo di frutti e monete. Entrambe queste statue sono di Filippo della Valle. Le tre nicchie sono delimitate da quattro grosse colonne.

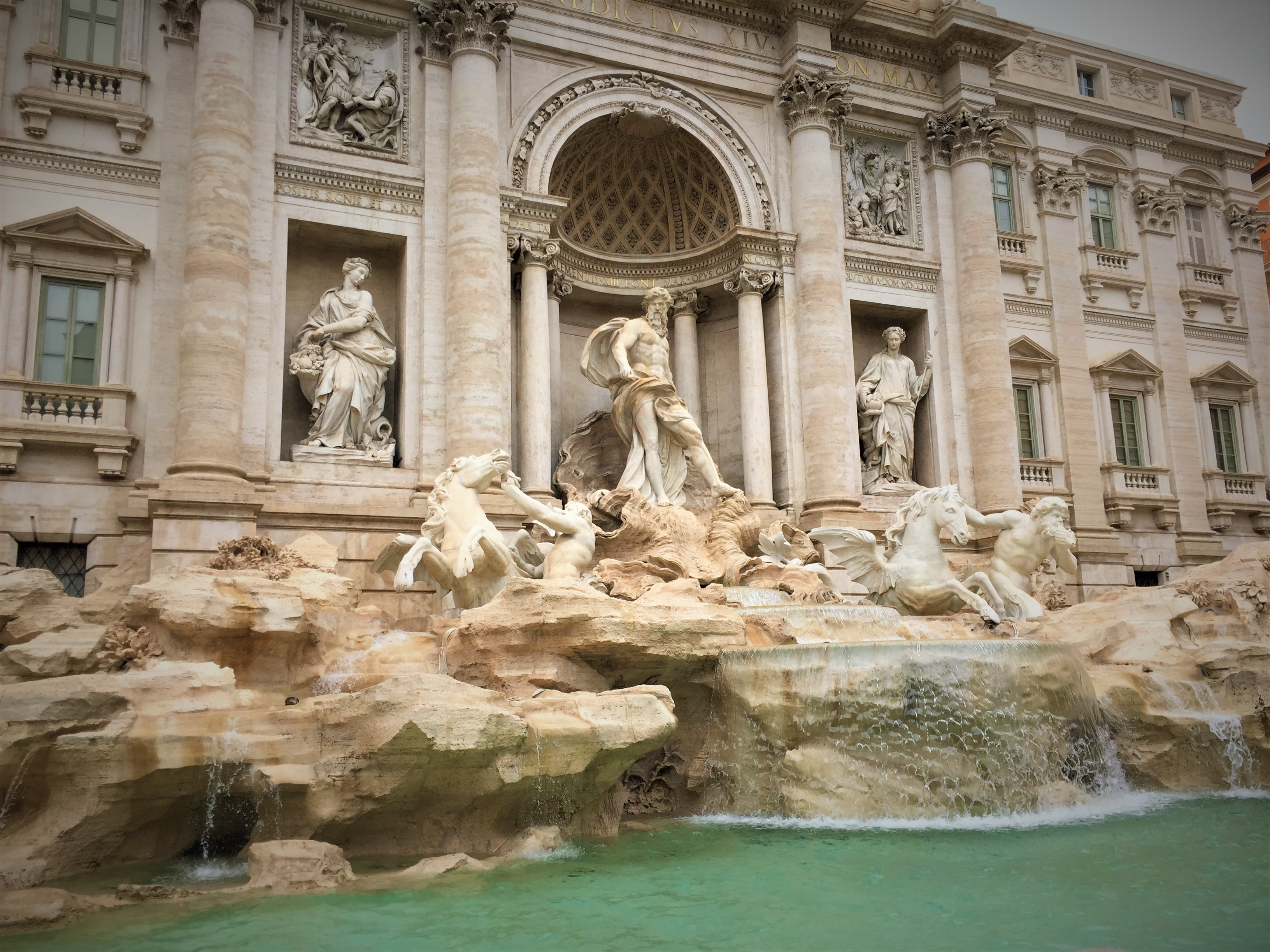
Particolari della fontana

Sempre ai lati dell'arco principale, sopra le due nicchie, sono collocati due pannelli a bassorilievo, raffiguranti Agrippa nell'atto di approvare la costruzione dell'acquedotto dell'Aqua Virgo di Giovan Battista Grossi (sopra la statua dell'Abbondanza). E la «vergine» che mostra ai soldati il luogo dove si trovano le sorgenti d'acqua, di Andrea Bergondi (sopra la statua della Salubrità). La fontana, inoltre, è ornata da numerose decorazioni in marmo raffiguranti specie vegetali: vi troviamo, infatti, una pianta di cappero sulla facciata di Palazzo Poli, un fico selvatico radicato in cima alla balaustrata, un cespuglio di verbasco, un fico d'India, quattro tralci di edera, calte e canne di lago, un tronco di quercia sotto la statua della Salute, un carciofo, una vite con quattro grappoli d'uva, una colocasia che galleggia sull'acqua, un fico, un ciombolino e un gruppo di piante sempreverdi dove termina la scogliera di travertino. L'intera composizione è completata da una lumaca che striscia sulla colocasia e da una lucertola che si nasconde in una piccola cavità aperta sulla facciata.
Le quattro grandi colonne corinzie sorreggono il prospetto superiore, sul quale si trovano, in corrispondenza di ogni colonna, quattro statue allegoriche più piccole: da sinistra a destra, l'Abbondanza della frutta di Agostino Corsini, la Fertilità dei campi di Bernardino Ludovisi, la Ricchezza dell'Autunno di Francesco Queirolo e l'Amenità dei giardini di Bartolomeo Pincellotti (1735). Nel mezzo, tra le due statue centrali, sormontata da un imponente stemma araldico Corsini di papa Clemente XII sorretto da due rappresentazioni della Fama di Paolo Benaglia, è posta la grande iscrizione commemorativa-inaugurativa che il pontefice volle apporre un po' frettolosamente:
La mossa scogliera in travertino, animata da essenze vegetali e animali scolpiti, vivificata dallo scorrere copioso dell'acqua, è realizzata al pari delle sculture da artisti di ambito berniniano come Maini, Pincellotti, Bracci, Della Valle. Questi insieme con uno stuolo di artefici dalle diversificate specializzazioni (stagnari, ottonari e argentieri, falegnami, pittori, scalpellini, intagliatori…) furono dal Salvi magistralmente diretti e organizzati. Nella parte centrale l'ordine unico corinzio, tipologicamente riferibile agli archi di trionfo romani, ripartisce lo spazio in riquadri laterali con le sculture e i bassorilievi relativi alla storia della scoperta e della conduzione dell'acqua Vergine.

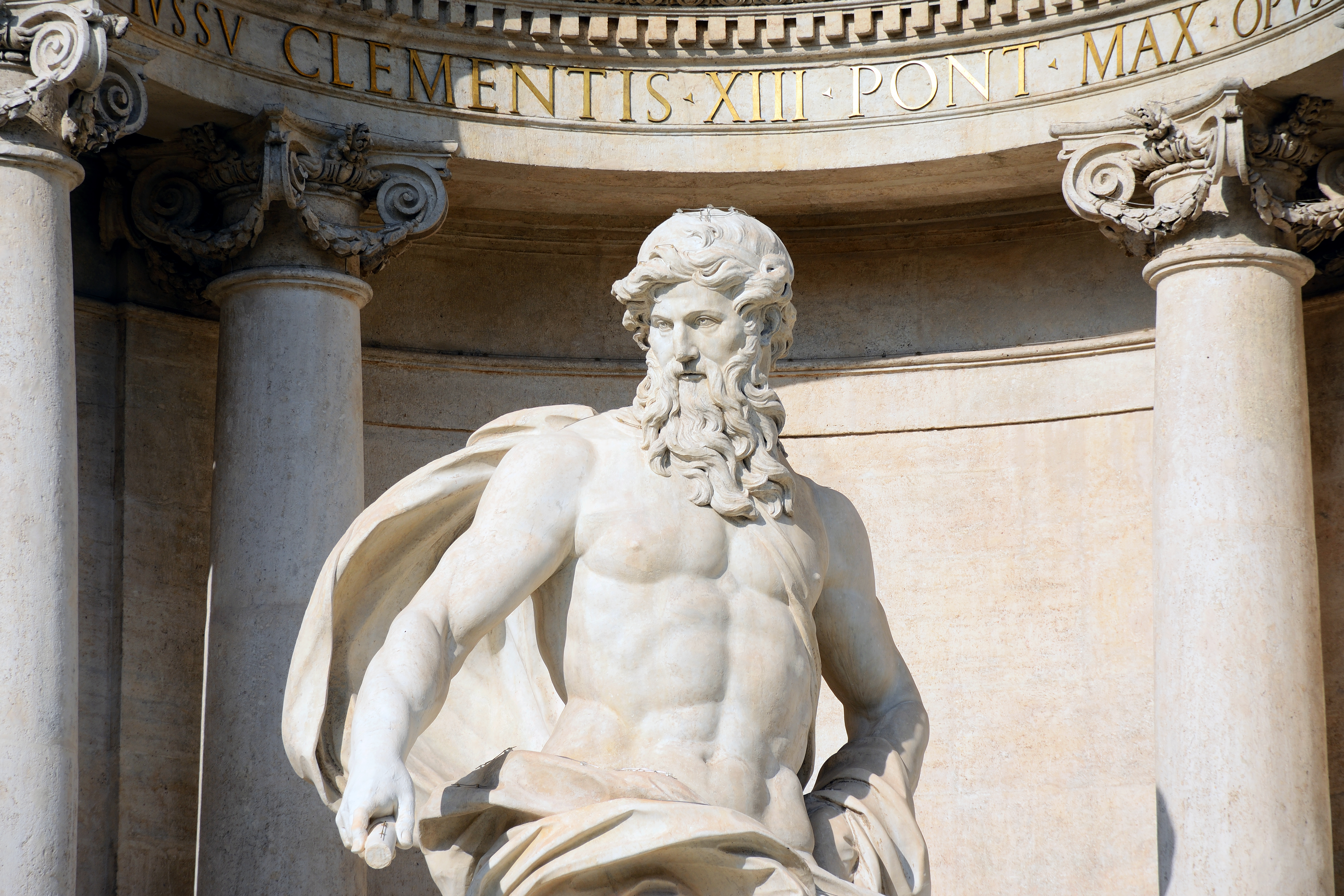
La grande statua di Oceano

L'acqua sgorga dalle rocce in diversi punti: sotto il carro di Oceano va a riempire tre vasche, prima di riversarsi nella piscina maggiore. Le tre vasche non facevano parte del progetto originario del Salvi, ma vennero aggiunte a seguito delle modifiche apportate da Giuseppe Pannini, che lo sostituì dopo la morte. Altra modifica sostanziale riguardò i soggetti delle due statue laterali, che rappresentavano inizialmente Agrippa e la «vergine Trivia».
Data l'ampiezza e la complessità dell'opera, molti furono gli scultori impegnati nella realizzazione dei vari gruppi statuari.
Completa la descrizione dell'opera la curiosa e inattesa scultura di un oggetto che riporta a un aneddoto: sulle rocce che coprono il parapetto sulla sinistra della fontana è stato scolpito un grande vaso di travertino (detto Asso di coppe per la forma che ricorda molto quel simbolo raffigurato sulle carte da gioco). Le chiacchiere del tempo (ma l'aneddoto è abbastanza accreditato) riferiscono che il Salvi l'avesse fatto mettere in quel punto per disturbare la vista di un barbiere che aveva bottega lì a fianco e continuava a criticare il lavoro dell'architetto. Sembra che in tal modo il vaso - che effettivamente non ha nulla a che vedere con il tema della fontana, né si riscontra alcunché di simile sull'altro lato - impedisse un'agevole visuale dei lavori all'inopportuno critico.

## La Fontana di Trevi nella cultura

### Tradizioni e cultura di massa
Il simbolo della città che rappresenta e probabilmente anche l'imponenza stessa della fontana è all'origine di leggende e aneddoti che le si infittiscono attorno e che sono entrati a far parte della cultura popolare romana:
- La tradizione più conosciuta e persistente è legata al lancio della monetina dentro la fontana: compiendo questo atto a occhi chiusi, voltando le spalle verso palazzo Poli, ci si propizierebbe un futuro ritorno nella città. Le origini della tradizione potrebbe derivare dall'antica usanza di gettare nelle fonti sacre oboli o piccoli doni per propiziarsi la divinità locali, come per i pozzi dei desideri. L'introduzione del lancio della monetina nella fontana di Trevi è attribuita all'archeologo tedesco Wolfgang Helbig che soggiornò tra l'Otto e il Novecento a lungo a Roma. Helbig, che fu un punto di riferimento per la vita mondana tedesca a Roma, si ispirò proprio a questi riti antichi per alleggerire l'addio dei suoi ospiti dalla città eterna.[14][15]
Il Comune di Roma deliberò nel 2006 che tutte le monetine recuperate (una somma pari a circa tremila e ottocento euro al giorno)[16] dovevano essere destinate alla Caritas della capitale; ciò, tuttavia, non impedisce a qualche "dilettante" di tentare recuperi personali non autorizzati e sanzionati.
- Secondo un'altra tradizione, quando dalla fontana si attingeva ancora acqua da bere (e l'acqua di Trevi, che oggi si usa solo per irrigazione e per alimentare le fontane, era considerata tra le migliori di Roma, per non essere calcarea) le ragazze ne facevano bere un bicchiere al fidanzato che partiva, bicchiere che poi frantumavano in segno di augurio e fedeltà.

### Cinema

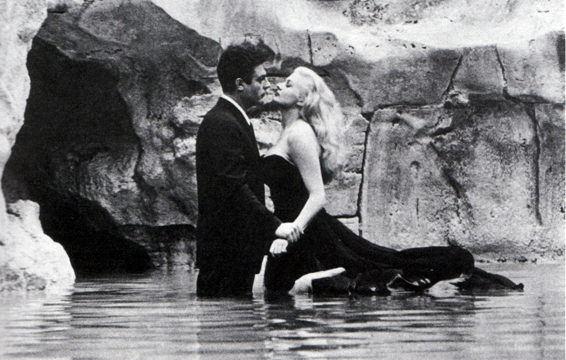
Immagine da La dolce vita di Federico Fellini. Marcello Mastroianni e Anita Ekberg nella Fontana di Trevi, a Roma

Indubbio simbolo universalmente noto della città di Roma, al pari di altri monumenti altrettanto famosi, la fontana è divenuta una delle icone della città. In quanto tale non poteva dunque essere ignorata dal mondo del cinema, che non è rimasto indifferente di fronte alla magnificenza e alla fama della fontana di Trevi e ne ha utilizzato l'ambiente e l'immagine in diverse occasioni. Tra le principali:
- Il primo film di cui la fontana fu protagonista è stato lo statunitense Tre soldi nella fontana, del 1954, diretto da Jean Negulesco, dove la fontana del titolo è proprio quella di Trevi.
- Il monumento è poi protagonista di una delle scene più famose del cinema italiano e, forse, di quello mondiale: in La dolce vita di Federico Fellini, del 1960, Anita Ekberg si tuffa nella vasca, invitando Marcello Mastroianni a fare lo stesso.
- In Risate di gioia (1960) di Mario Monicelli: Lello (Ben Gazzara) tenta di convincere il turista statunitense ubriaco (Fred Clark) a fare il bagno nella fontana per derubarlo.
- In Totòtruffa 62, film del 1961 di Camillo Mastrocinque, Totò vende la fontana a uno sprovveduto turista, fingendo di esserne il legittimo proprietario.
- Del 1960 è il film che porta il suo nome - appunto, Fontana di Trevi, girato dal regista Carlo Campogalliani su sceneggiatura di Federico Zardi.
- Nel film C'eravamo tanto amati (1974) di Ettore Scola, si vede una scena notturna rappresentante il set de La dolce vita. Federico Fellini e Marcello Mastroianni si prestarono amichevolmente a due camei in cui interpretavano la parte di se stessi nel film di culto di 14 anni prima.
- In Vacanze Romane (1953) il parrucchiere dove si va a tagliare i capelli la principessa Anna (Audrey Hepburn) è proprio di fronte alla fontana.
- Anche Woody Allen sceglie di girare a Fontana di Trevi nel film “To Rome with Love” (2012).

### Musica
- Ottorino Respighi ha scritto poemi sinfonici fra cui spicca quello intitolato Le Fontane di Roma, che presenta quattro impressioni poetiche. Una di queste è, appunto, dedicata alla maestosa Fontana di Trevi, intitolata proprio La Fontana di Trevi al meriggio. "Le figurazioni mitologiche della monumentale fontana del Salvi hanno ispirato al Respighi l'idea di un sonoro e pomposo trionfo di Nettuno circondato da altre divinità marine"[17]" - così scriveva Gino Roncaglia nel suo libro Invito alla musica.
- Nel videoclip di Pfuati Gott Elisabeth, hit della Spider Murphy Gang, girato a Roma, il frontman Gunther Sigl fa il bagno nella fontana vestito.

### Filatelia
- Nel 1973 le Poste italiane hanno dedicato alla fontana di Trevi un francobollo da Lire 25[18].
- Un francobollo da 0,46 euro è stato emesso nel 2002 dalle Poste Francesi[19].

### Moda
Nel 1994 la top model Claudia Schiffer fece nella fontana un servizio fotografico per Valentino ispirato a La dolce vita.